# 马尔维托
马尔维托（義大利語：Malvito），是意大利科森扎省的一个市镇。总面积37平方公里，人口1897人，人口密度51.3人/平方公里（2009年）。ISTAT代码为078073。